# Conversation sacrée

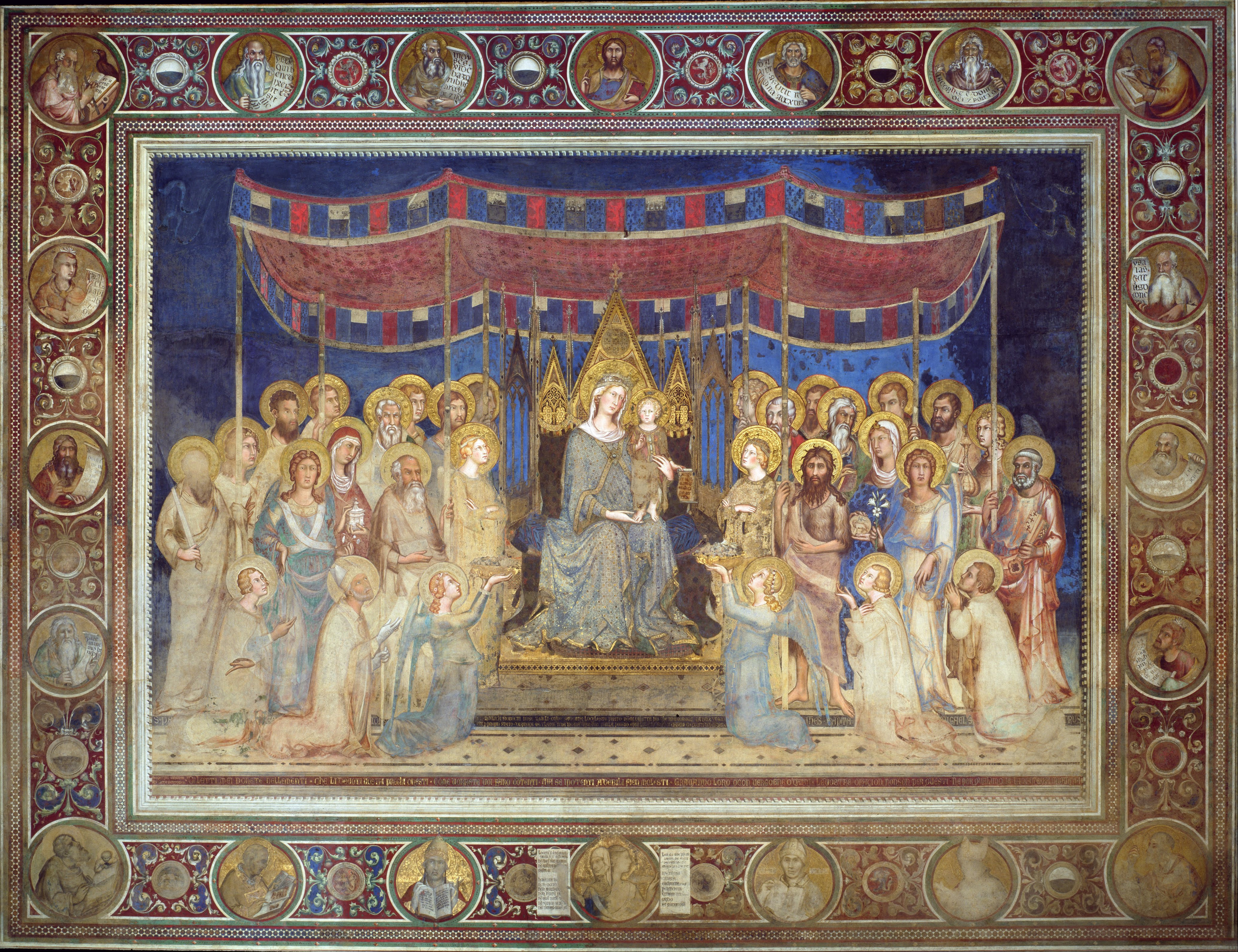
Simone Martini, Maestà, Madone en sainte-patronnesse, entourée de saints en assemblée, 1315, fresque du Palazzo Pubblico, Sienne.

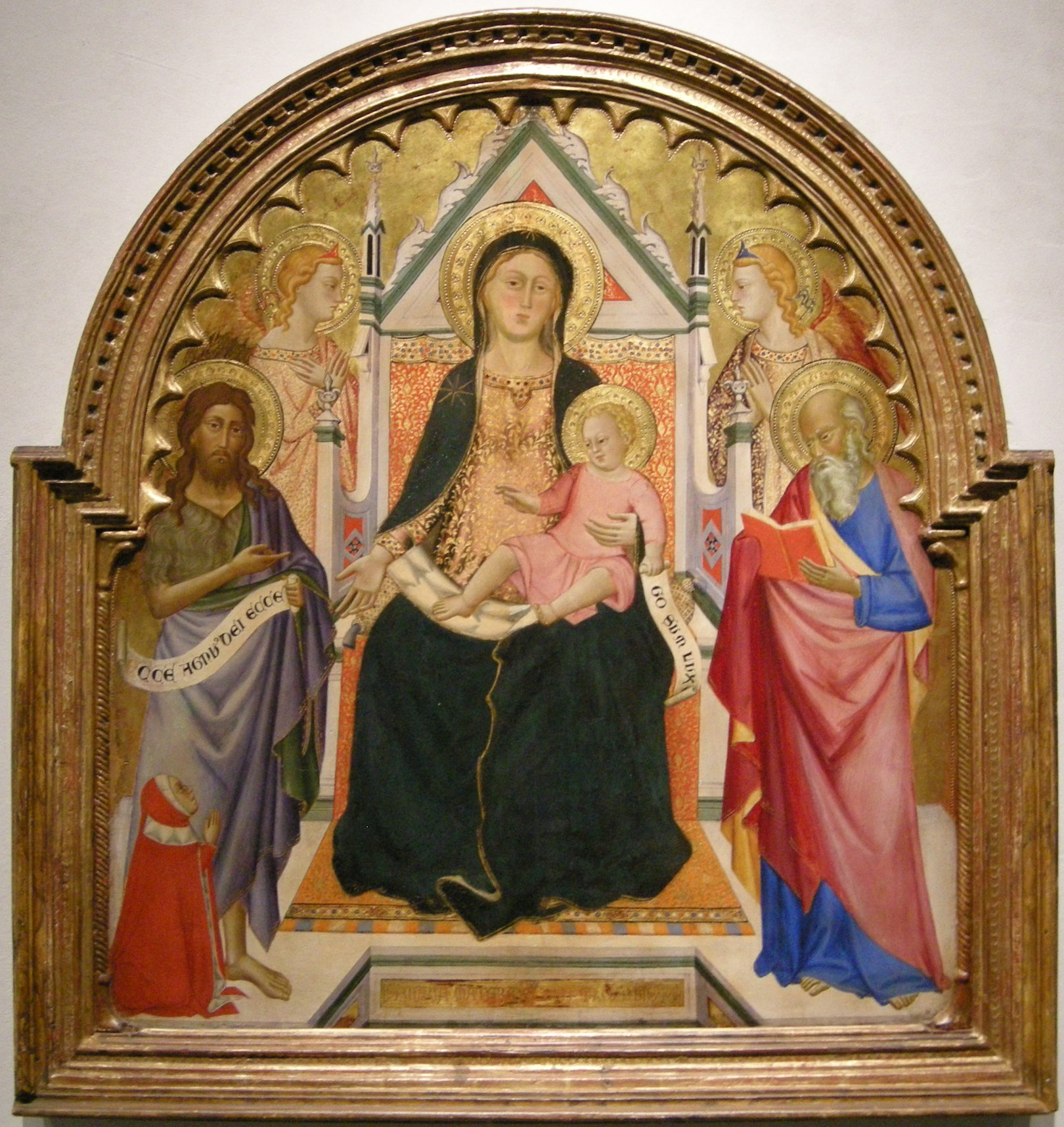
Vierge à l'Enfant avec les saints Jean-Baptiste et Jean, retable attribué à Silvestro dei Gherarducci, vers 1375, Los Angeles County Museum of Art.

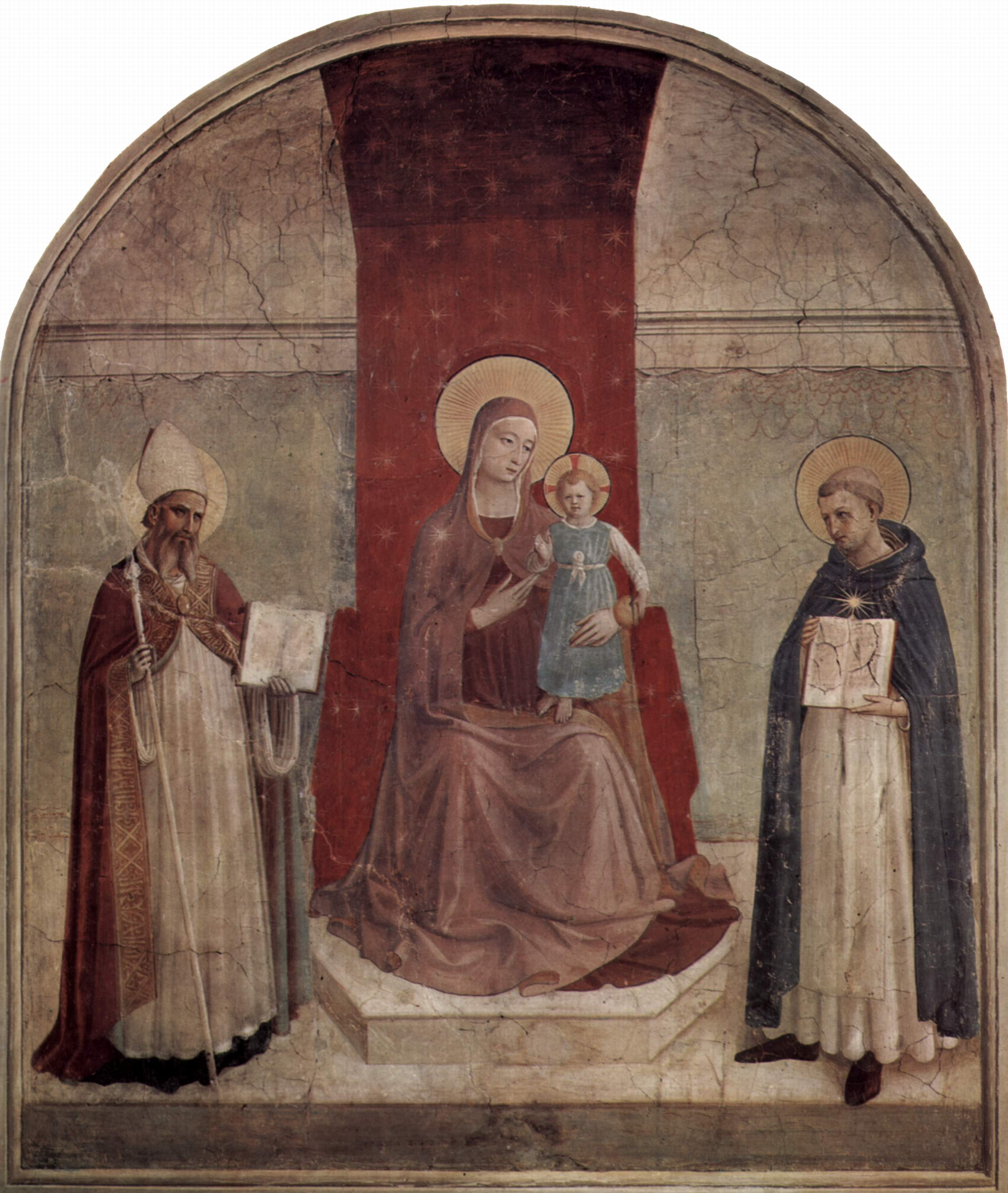
Fra Angelico, l'une des trois conversations du couvent de San Marco, 1439, tempera sur mur, Florence.

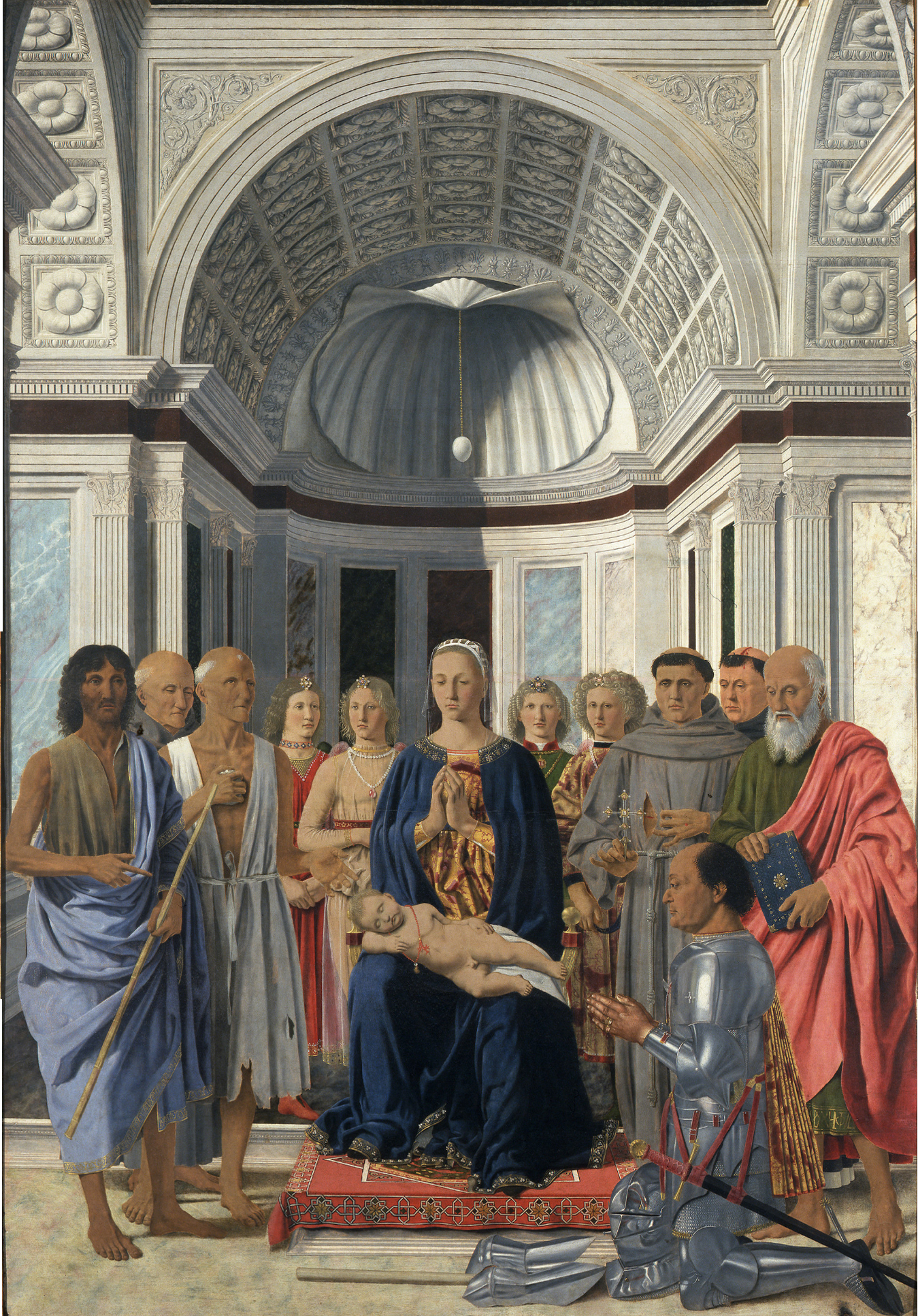
Piero della Francesca, La Vergine col Bambino e santi, 1472, huile sur panneau, pinacothèque de Brera.

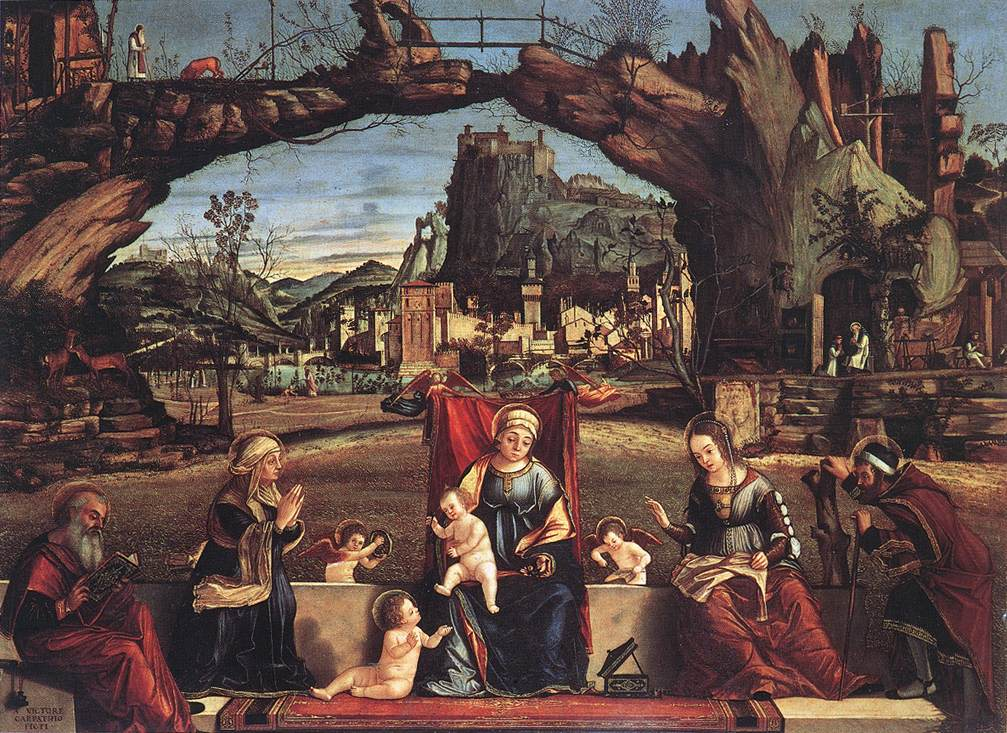
Carpaccio, Sainte Conversation, vers 1505, tempera sur toile, Petit Palais, Avignon.

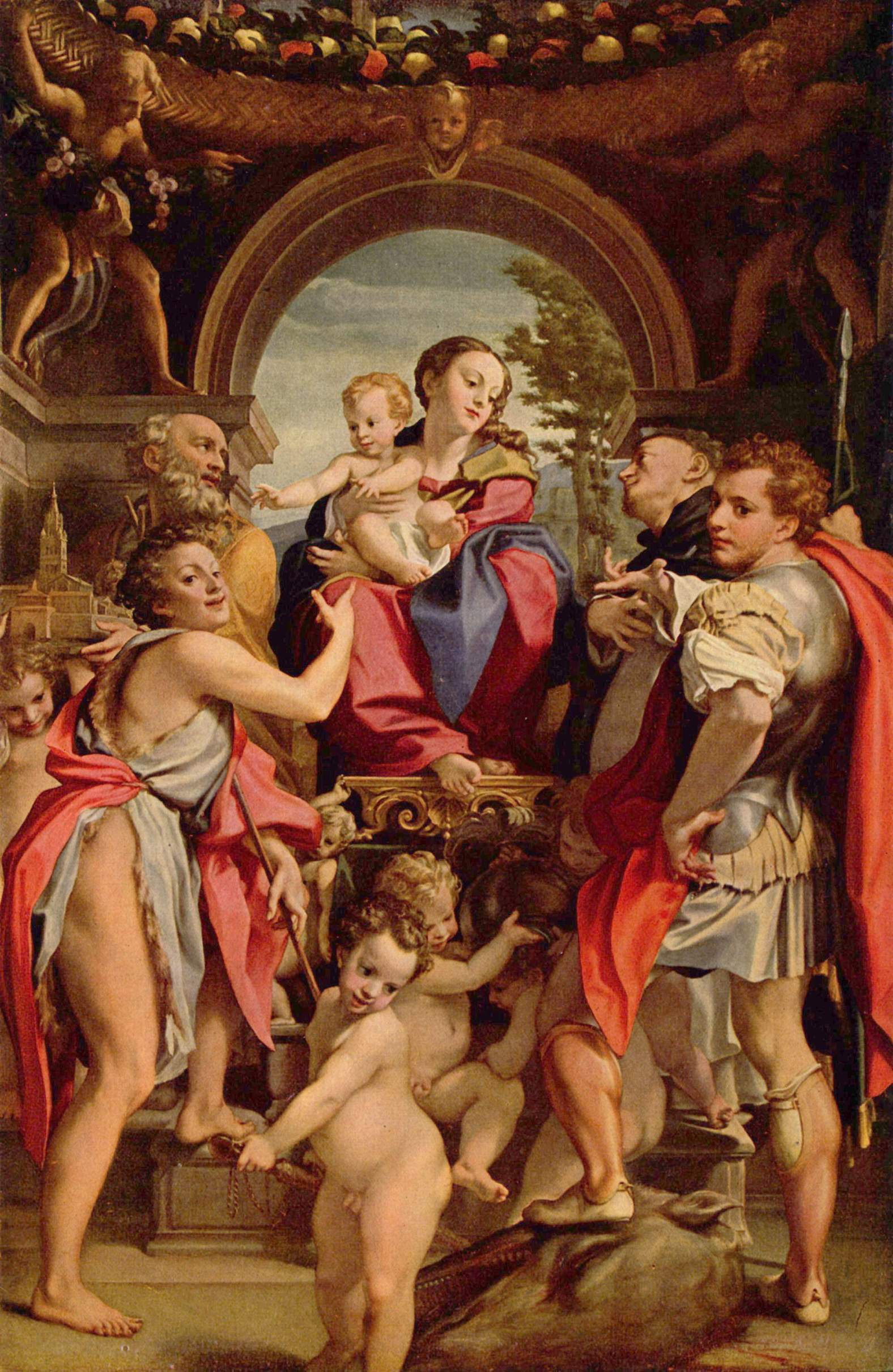
Le Corrège, Madonna di San Giorgio, 1530-1532, huile sur toile, Dresde.

La sacra conversazione, traduit de l'italien au français par « conversation sacrée » ou plus rarement, « sainte conversation », est un thème artistique religieux chrétien qui s'épanouit à partir du XVe siècle dans l'Italie du nord et en Flandre, au moment de la Renaissance et qui perdure durant deux siècles avant d'inspirer une peinture de genre à caractère profane. 
Contrairement aux autres thèmes religieux chrétiens comme le baptême ou la circoncision de Jésus, la Cène ou l'Annonciation, il n'est pas relié aux textes bibliques, mais consiste en une extrapolation qui incorpore un thème prévalant, celui de la Vierge en majesté ou de la Vierge à l'Enfant : ici, la Vierge est entourée de plusieurs personnages, généralement des saints, avec parfois, plus bas et de moindre dimension, la représentation des donateurs ou commanditaires de l'œuvre. 
La première apparition de ce thème a longtemps été attribuée à Fra Angelico mais on le trouve bien avant les premières décennies du XVe siècle.
Il convient de le distinguer du thème de la Sainte Famille.

## Iconographie

### Origines
Figure thématique majeure de l'art sacré en Occident, la sacra conversazióne, c'est-à-dire la Madone entourée de personnages absents du canon biblique mais reconnus par l'Église, connaît une expansion sensible à partir du XIVe siècle : ce thème découle du culte fait à Marie dominant, qui s'était construit progressivement face à l'interdit qui consistait à ne pas représenter Dieu, et à l'établissement progressif du dogme de l'Immaculée Conception.

### Définition et évolution
Sacra conversazione vient de l'italien et peut se traduire par « conversation sacrée ». En histoire de l'art, ce terme relativement récent est appliqué depuis la première moitié du XIXe siècle à un retable dans lequel les saints accompagnateurs sont regroupés dans un espace unifié autour de la figure centrée de la Vierge et l'Enfant, le tout sur un seul panneau. Il a progressivement remplacé la forme du polyptyque au XVe siècle. On l'oppose alors aux représentations de la Sainte Famille,.
Dans les œuvres du XVe siècle, les saints sont rarement engagés dans une conversation réelle : ils méditent souvent ou lisent et leur présence s'explique par la dévotion mimétique qui s'empare des fidèles depuis le XIIe siècle et le fait qu'ils puissent intercéder auprès de la mère de Jésus parce que leurs vies furent exemplaires. L'origine de l'expression prend alors, en latin, tout son sens : la sancta conversatio n'est autre que la conduite, la pratique, le comportement à tenir pour être digne de figurer avec/à-côté de la Vierge et de Jésus, et donc de mériter son amour. Parfois, ces personnages regardent le spectateur, et manifestent un geste vers la Vierge et l'Enfant de façon à diriger l'attention du spectateur sur sa présence en tant que point focal du retable. Le donateur qui a commandé l'œuvre peut parfois figurer dans ce cadre unifié, il manifeste, en retrait, sa dévotion mais aussi sa soumission.
Au cours du XVIe siècle, ce type de représentation devient plus courant et familier, à savoir que tous les personnages représentés tendent à figurer sur un même plan, évacuant peu à peu le trône et les postures de Maestà, d'In Aria (Vierge au-dessus, suspendue dans l'espace), In gloria (Vierge en gloire), etc. La Vierge s'est totalement humanisée et bientôt, ce type de peinture tend à disparaître.

## Caractéristiques du thème

### Attributs de la composition

#### Principe du dispositif
- Figure centrée, assise, prééminente de la Vierge à l'Enfant (Madone) ;
- Au moins deux personnages l'entourent, non issus du canon biblique (anachronisme) ;
- Le groupe ainsi formé semble en conversation.

#### Motifs récurrents, variations
- Marie est en majesté, en miséricorde, elle tient :
  - Jésus, bébé, à droite ou à gauche, debout, assis ou allongé, affectueux, bénissant ou statique ;
- Anges majeurs, angelots ;
- Présence du commanditaire de l'œuvre, en dévotion et plus petit ;
- Fond du tableau : 
  - architecturé,
  - paysagé,
  - présence humaine anecdotique,
  - symbole(s) allégorique(s) ;
- Dais au-dessus du trône de la Vierge ;
- Motifs hors cadres mais signifiants.

### Supports et médiums principaux
- Enluminure ;
- Estampe issue d'une xylographie ou du métal gravé ;
- Fresque ;
- Huile sur toile ;
- Mosaïque sur mur ;
- Retable peint et/ou sculpté sur panneau(x) de bois ;
- Sculpture, groupe sculpté ;
- Tapisserie...

## Peintres du thème
- Gentile da Fabriano, La Vierge et l'Enfant entre saint Nicolas, sainte Catherine d'Alexandrie et un donateur (1395-1400), Gemäldegalerie (Berlin)
- Fra Angelico, retable pour le couvent San Marco, une des premières représentations de ce thème (1435) d'après un modèle perdu de Masaccio
- Van Eyck, Madone au chanoine Van der Paele (1436)
- Fra Angelico, La Madone des ombres, partie supérieure de la fresque du corridor oriental du couvent San Marco (1438-1450)
- Domenico Veneziano (1445)
- Rogier van der Weyden, (1450), conservée à Francfort-sur-le-Main
- Piero della Francesca (1472)
- Francesco del Cossa, (1474) pinacothèque de Bologne
- Hans Memling, le Triptyque de Jean le Baptiste et Jean l'Évangéliste, chapelle capitulaire de l'Ancien Hôpital Saint-Jean de Bruges, actuel Musée Memling (1479)
- Giovanni Bellini, la Madone des Frari,  à l’église des Frari à Venise (1480), une autre aux Gallerie dell'Accademia (1490)
- Lorenzo di Credi La Conversation de Pistoia (1485)
- Ercole de'Roberti, (1481) pinacothèque de Brera
- Botticelli, Saints, Ignazius et Erzengel Michael (1490) conservée au Uffizi
- Cima da Conegliano a peint dix-neuf Conversations sacrées dont :
  - (1490) avec les saints Sébastien, Jean-Baptiste, Roch et Marie-Madeleine, à la Pinacothèque di Brera, Milan
  - (1495) avec saint Jérôme et saint Jean-Baptiste, à la National Gallery of Art à Washington
  - (1496) trône en rocher avec saint Jean-Baptiste, sainte Luccie, saint Joseph, à la Fondation Gulbenkian à Lisbonne
  - (1513) avec saint Jean-Baptiste et sainte Marie-Madeleine, au  Musée du Louvre de Paris
- Carlo Crivelli (1490)
- Andrea Mantegna avec François II de Mantoue à genoux (1496) dans sa Vierge de la Victoire
- Ambrogio Lorenzetti
- Francesco Cicino da Caiazzo Chiesa Santa Maria a Piazza Aversa (fin XVe siècle)
- Vittore Carpaccio[7], au Musée des beaux-arts de Caen (1500)
- Fra Bartolomeo, à l'église du couvent San Marco (1509), une autre avec le commanditaire Ferry Carondelet (1511-1512)
- Francesco Francia, avec saint François, sainte Catherine et saint Jean, mais en plein air (1514)
- Correggio, avec saint georges (1532), une autre avec saint François (1545), les deux à Dresde
- Lorenzo Lotto (1521) à Bergame et Vierge à l'Enfant avec saint Ignace d'Antioche et saint Onophrius à la Galerie Borghèse de Rome
- Pontormo (1529)
- Callisto Piazza, avec sainte Catherine, saint Jérôme et le donateur, Egidio Bossi (1542), église Santa Maria à Azzate
- Paris Bordone
- Palma le Vieux
- Palma le Jeune (XVIe siècle)
- Veronese
- Giorgione avec saint Antoine de Padoue et saint Roch (1500-1510) conservée au Musée du Prado
- Andrea del Verrocchio  avec à gauche : Saint Zanobi et Saint François, à droite : Saint Jean-Baptiste et Saint Nicholas de Bari, Bagni a Rapoli
- Fernando Gallego à Salamanque
- Carracci (1590) Bologne
- Konrad Witz
- Candido Pieter de Witte (Pietrao Candido), avec saint Jean-Baptiste, sant François d'Assise, et sainte Catherine d'Alexandrie, (1573-1576) au Musée du Louvre de Paris
- Auteur inconnu, Apparition de la Vierge du Rosaire à saint Dominique et à sainte Catherine de Sienne, œuvre en cours de restauration  à Millau.
- Hans Memling, 
  - Vierge à l’Enfant, sur un trône de pierre, entre Saint Jacques et Saint Dominique, pour  le commanditaire Jacques Florence, à genoux,  béni par Jésus.
  - Diptyque de Jean Ducellier, présent sur le panneau de droite, avec saint Jean, saint Georges et saint Jean ; sur le panneau gauche, de nombreuses saintes avec la Vierge.
- Il Romanino, à l'église paroissiale de San Salvatore à Breno
- Moretto, avec sainte Catherine, Dominique, Clément, Floriant, Marie-Madeleine, à Brescia

## Autres type d'œuvre
- Musicale : Christophe Looten : Sacra Conversazione (1992) pour piano
- Chorégraphique de  David Earle
- Poésie : Marzanna Bogumila Kielar